# Estepanaquerte
Estepanaquerte (em armênio/arménio: Ստեփանակերտ; romaniz.: Stepanakert), oficialmente conhecida como Canquendi (em azeri: Xankəndi), ou Stepanakert, é uma cidade na região de Estepanaquerte, região de Alto Carabaque, no Azerbaijão. A cidade estava sob controle e era a capital da autoproclamada República de Artsaque antes da ofensiva do Azerbaijão de 2023 na região. A cidade está localizada num vale na encosta oriental da cordilheira Carabaque, na margem esquerda do rio Qarqarçay (Karkar).

## História

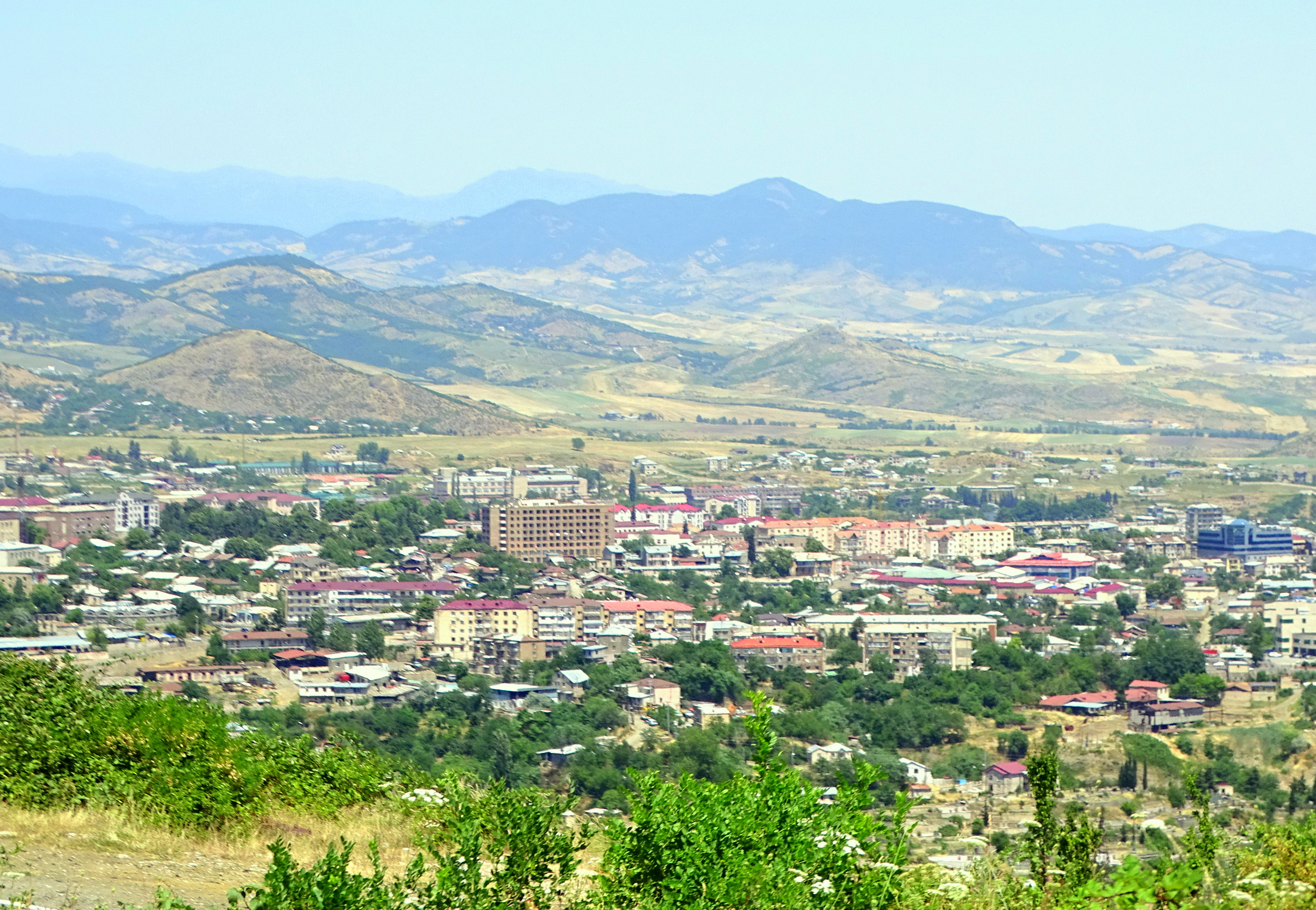
Vista da cidade

A cidade foi fundada em 1917 depois da revolução de Outubro no lugar de uma vila chamada Canquendi. Em 1923 atribuiu-se-lhe o nome de Estepanaquerte, em honra de Stepan Shahumyan, um arménio comunista, líder de Bacu. Depois do colapso soviético o Azerbaijão declarou a sua independência, vindo o governo do Azerbaijão voltar a chamar à cidade Canquendi.

## Cidades-Irmãs
Em 3 de fevereiro de 2016, o município paulista de Franco da Rocha, através da Lei 1174/2016, se declara cidade-irmã de Estepanaquerte, capital da autodeclarada República de Artsaque.
Dois anos depois, em 18 de junho de 2018, o município paulista de Mairiporã foi declarado, através da Lei n° 3767/18, também cidade-irmã de Estepanaquerte.

Apesar do alerta dado pelo Itamaraty sobre o problema de que o Brasil, nem qualquer país integrante da ONU, reconhece a este país como independente, ambos municípios mantém Estepanaquerte como sua cidade-irmã.